# Serge Llado
Pour les articles homonymes, voir Llado.
Serge Llado, né à Perpignan (Pyrénées-Orientales), est un humoriste, parolier, compositeur, chanteur, et chroniqueur de radio français.

## Biographie
Classé durant ses premières années de carrière comme un artiste de langue catalane après avoir orchestré un album de chansons traditionnelles. En 1976, il entre à Paris au Caveau de la République qui sera sa base et où il peaufinera l'art de l'écriture encouragé par ses glorieux aînés. Serge Llado intervient dans plusieurs émissions de télévision d'humour : Zygomaticorama sur la RTBF, Parti d'en Rire sur RTL/TMC, Le Petit Théâtre de Bouvard où il s'est spécialisé dans les sketches musicaux, parodies d'opérettes et pastiches de variétés. Il compose, pour cette dernière émission et ses variantes, deux des cinq génériques. Il y interprète également, accompagné de ses complices, des chansons de ses camarades du Caveau (Edmond Meunier, Martial Carré,..) mises en musique par Gaby Verlor : Le beaujolais de maintenant, Le blues du thon , Les pépés et les mémés,.. Il y écrit en 1986 Bluette Andante, la première chanson en contrepèterie du répertoire paillard dont il existe également une version à une voix. En 1989, il participe au 9ème festival du rire de Rochefort.
Complice de Jean Roucas pendant près d'un an sur Europe 1, il rejoint en 1991 l'équipe de Laurent Ruquier pendant les trois premières années de l'émission Rien à cirer de France Inter. Il a également été auteur de textes satiriques sur l'actualité pour Jacques Martin dans Ainsi font font font. Grâce à ces chroniques, il s'est fait une spécialité dans l'écriture de textes « sur mesure » interprétés par les imitateurs-maison : Pascal Brunner, Laurent Gerra , Michel Guidoni,  ou encore Yves Lecoq. 
Depuis plusieurs saisons, il privilégie alors la radio à la scène, animant entre 2005 et 2014 une chronique quotidienne dans l'émission On va s'gêner sur Europe 1 où il présente des « chansons qui se ressemblent » (souvent des plagiats musicaux ou de textes), des duos imaginaires, des dossiers « tabous », des quiz et des bêtisiers audio. Dans une chronique diffusée le 11 décembre 2006 sur Europe 1, il démontre une troublante ressemblance mélodique entre l'un des thèmes de la bande originale des Dents de la mer (composée par John Williams) et le générique du journal télévisé de TF1 (1990). Quelques articles de magazines se sont fait l'écho de ces démonstrations de "ressemblances", comme le Nouvel Observateur . 
Il interprète également une courte chanson d'actualité par jour, reprenant, après François Corbier, Wally ou Gérard Delalleau, le concept de la « chanson-flash » (également appelée fable-express ou bout-rimés) dont l'invention est généralement attribuée au chansonnier  Claude Cérat, le père du compositeur Éric Serra.
Il collabore en 2007 à l'écriture de parodies satiriques (signalées par l'avertissement « ceci est une parodie ») interprétées par des imitateurs (Michaël Gregorio, Sandrine Alexi et Dany Mauro) dans l'émission hebdomadaire On n'est pas couché.
Dès 2006, il ajoute à son spectacle scénique (Chansons poético-satiriques et sketches empreints de faconde méridionale) un nouveau concept, créé au festival d'Avignon, Sous les plagiats, les tubes, résumant, sous forme de spectacle vivant, ses meilleures chroniques (ressemblances musicales et chansons-flash sur l'actualité[Quoi ?]).
Ces chroniques humoristico-musicales sont complétées à partir de 2007 par des sketches basés sur des illusions sonores (plus souvent appelées « hallucinations auditives ») inspirées d'une part par les misheards et reverse speach anglo-saxons, d'autre part par la critique paranoïaque chère à Salvador Dalí[pas clair]. Il s'agit d'extraits de chansons généralement en langue étrangère où les francophones croient percevoir des mots ou des phrases (parfois grivoises) en français 
[pas clair]. Serge Llado intègre ces chroniques d'une part sur scène lors des 10 ans d'On va s'gêner à l'Olympia en 2009, d'autre part en première partie des Fatals Picards à l'Alhambra en 2010. C'est cette même version des Illusions sonores qui sera diffusée le 28 septembre 2013 dans l'émission Les années bonheur sur France 2.
En janvier 2014, Un mec si beau, sur l'air du Chanteur de Mexico, sa parodie consacrée à la vie sentimentale de François Hollande dépasse les 400 000 écoutes sur internet[Quand ?][réf. nécessaire]. Depuis le 22 septembre 2014, il anime la matinale de France Bleu Roussillon. Il se montre également plus présent sur scène comme au Don Camilo.
Il est membre de l'Académie Alphonse-Allais depuis 2019.

## Discographie
- Cançons Populars Catalanes avec Teresa Rebull & le groupe l'Agram - LP 33T
- Madame la chanson" - LP 33T
- De Perpignan à Paris - LP 33T en public
- Plus qu'un millénaire avant l'an 3000 - Album CD
- La petite auto (CD single) + Compilations Humour & Chansons, notamment sur 3 albums tirés de l'émission TV * Zygomaticorama (RTBF).